# Geschichte der japanischen Seefahrt
Die Geschichte der japanischen Seefahrt geht auf frühe Kontakte mit Staaten des asiatischen Festlandes zu Beginn des Mittelalters zurück. Die japanischen Aktivitäten zur See erreichten einen ersten Höhepunkt im 16. und 17. Jahrhundert in der Epoche des Namban-Handels, einer Zeit des intensiven kulturellen Austausches mit den europäischen Mächten.
Es folgten zwei Jahrhunderte der Stagnation in der nachfolgenden Edo-Zeit, einer Zeit der weitgehenden Selbstabschließung des Landes gegenüber der Außenwelt (Sakoku). Bei der 1854 von den USA erzwungenen Öffnung des Landes für den ausländischen Handel war die japanische Marine den westlichen Marinen technisch unterlegen. Diese Ereignisse waren einer der Auslöser der Meiji-Restauration, eine Zeit sprunghafter Modernisierung und Industrialisierung, begleitet durch einen Übergang der Macht von den Shōgunen zurück zum Kaiser. Im Jahre 1920 war die Kaiserlich Japanische Marine schließlich die drittgrößte der Welt und zu Beginn des Zweiten Weltkrieges möglicherweise die modernste der Welt.
Die Erfolgsgeschichte der Kaiserlichen Marine mit ihren Siegen gegen manchmal stark überlegene Gegner wie 1895 im Chinesisch-Japanischen Krieg und 1905 im Russisch-Japanischen Krieg, endete mit ihrer fast völligen Vernichtung 1945 und ihrer offiziellen Auflösung nach Kriegsende. Japans heutige Marine wurde daher unter dem Deckmantel der Japanischen Selbstverteidigungskräfte als Japanische Maritime Seeverteidigungskräfte neu gebildet. Sie ist eine der ersten Marinen der Welt in Hinblick auf ihr Budget, ist jedoch nicht offensiv ausgerichtet wie die Kaiserliche Marine.

## Vorgeschichtliche Zeit
Japan scheint während der letzten Eiszeit um 20.000 v. Chr. eine Festlandsverbindung zum asiatischen Festland gehabt zu haben, einerseits durch die Vereisung des Meeres, andererseits durch ein Absinken des Meeresspiegels um 80 bis 100 m. Dies gestattete den Austausch von Tier- und Pflanzenarten und führte zu den ersten menschlichen Ansiedlungen der Jōmon-Kultur. Danach wurde Japan ein isoliertes Inselgebiet, das nur noch über sporadische Seereisen Kontakt zum Festland hatte. Der kürzeste Seeweg, einmal abgesehen von der rauen Nordroute von Hokkaidō nach Sachalin, bestand aus zwei Teilstrecken offener See von je etwa 50 km zwischen der Hauptinsel Kyūshū und Tsushima und zwischen Tsushima und Korea.
Verschiedene Einflüsse aus Richtung des Pazifik wurden auch diskutiert, da verschiedene kulturelle und sogar genetische Spuren auf teilweise pazifische Ursprünge hinweisen, möglicherweise in Zusammenhang mit der austronesischen Expansion.

## Frühgeschichte
Gesandtschaftsreisen der frühen nordchinesischen Dynastien der Wei und Jin nach Japan verzeichneten, dass einige Japaner für sich eine Herkunft von „Taibo aus dem Staat Wu“ beanspruchten und als Flüchtlinge nach dem Fall dieses Staates im 5. Jahrhundert v. Chr. seien. Geschichtsbücher haben Aufzeichnungen von Wu Taibo, der 4000 Männer und 4000 Frauen nach Japan geschickt haben soll.

### Yayoi-Periode
Die ersten bedeutenderen Seefahrtskontakte beginnen mit der Yayoi-Zeit im 3. Jahrhundert v. Chr., als Reisanbau und Metallurgie vom Kontinent eingeführt wurden.
Das Plündern von Piraten in Silla (jap. 新羅 Shiragi), einem der drei Reiche von Korea im Jahre 14, die im Samguk Sagi aufgezeichnet wurde, ist die früheste historisch belegte japanische Militäraktion. Nach dieser Quelle plünderten Piraten aus Wa (Japan) 100 Schiffe die südöstlichen Küstengebiete von Shiragi. Die Japaner wurden schließlich von der koreanischen Armee vertrieben.

### Yamato-Zeit
Während der Yamato-Zeit hatte Japan intensive Seebeziehungen mit dem asiatischen Festland. Dazu gehörten Truppentransporte und Transfer von Wissen und Technologie von Korea nach Japan, die spätestens mit dem Beginn der Kofun-Zeit im 3. Jahrhundert begannen.
Nach einer Legende schreibt man der Prinzessin Jingū eine Invasion in Korea während des 3. Jahrhunderts zu. Nach den Inschriften der Gwanggaeto-Stele überquerten im Jahr 391 die Wa (Japaner) das Meer zur Koreanischen Halbinsel und unterstützten das Reich Silla im Kampf gegen das Reich Goguryeo. Die Schlacht von Baekgang (jap. 白村江, Schlacht von Hakusukinoe) fand 663 in Korea statt. Japan schickte 32.000 Soldaten und möglicherweise bis 1000 Schiffe über das Meer nach Korea, um das im Niedergang befindliche Königreich Baekje zu unterstützen. Sie wurden jedoch von Goguryeo, den vereinigten Armeen der chinesischen Tang-Dynastie und der koreanischen Silla-Dynastie besiegt.

## Mittelalter und Neuzeit

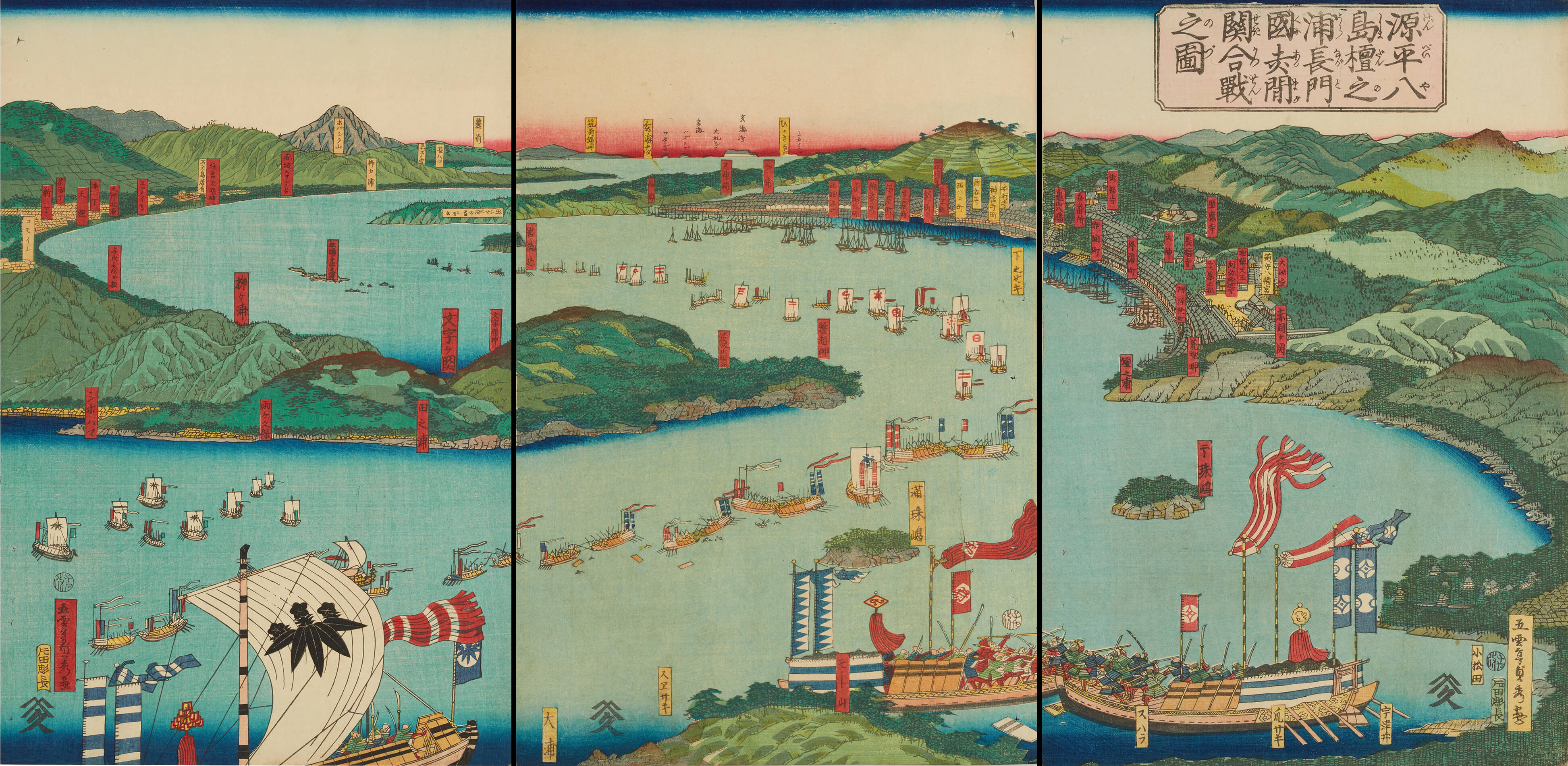
Seeschlacht von Dan-no-ura 1185

Seeschlachten in großem Maßstab mit mehr als 1000 Kriegsschiffen sind aus dem 12. Jahrhundert belegt. Die Entscheidungsschlacht des Gempei-Krieges war 1185 die Seeschlacht von Dan-no-ura zwischen Flotten der Klans der Minamoto und Taira. Diese Schlachten bestanden aus einem anfänglichen Schusswechsel über große Distanz mit Pfeil und Bogen, der in einen Kampf Mann gegen Mann mit Schwert und Dolch überging.

### Mongoleneinfälle (1274–1281)

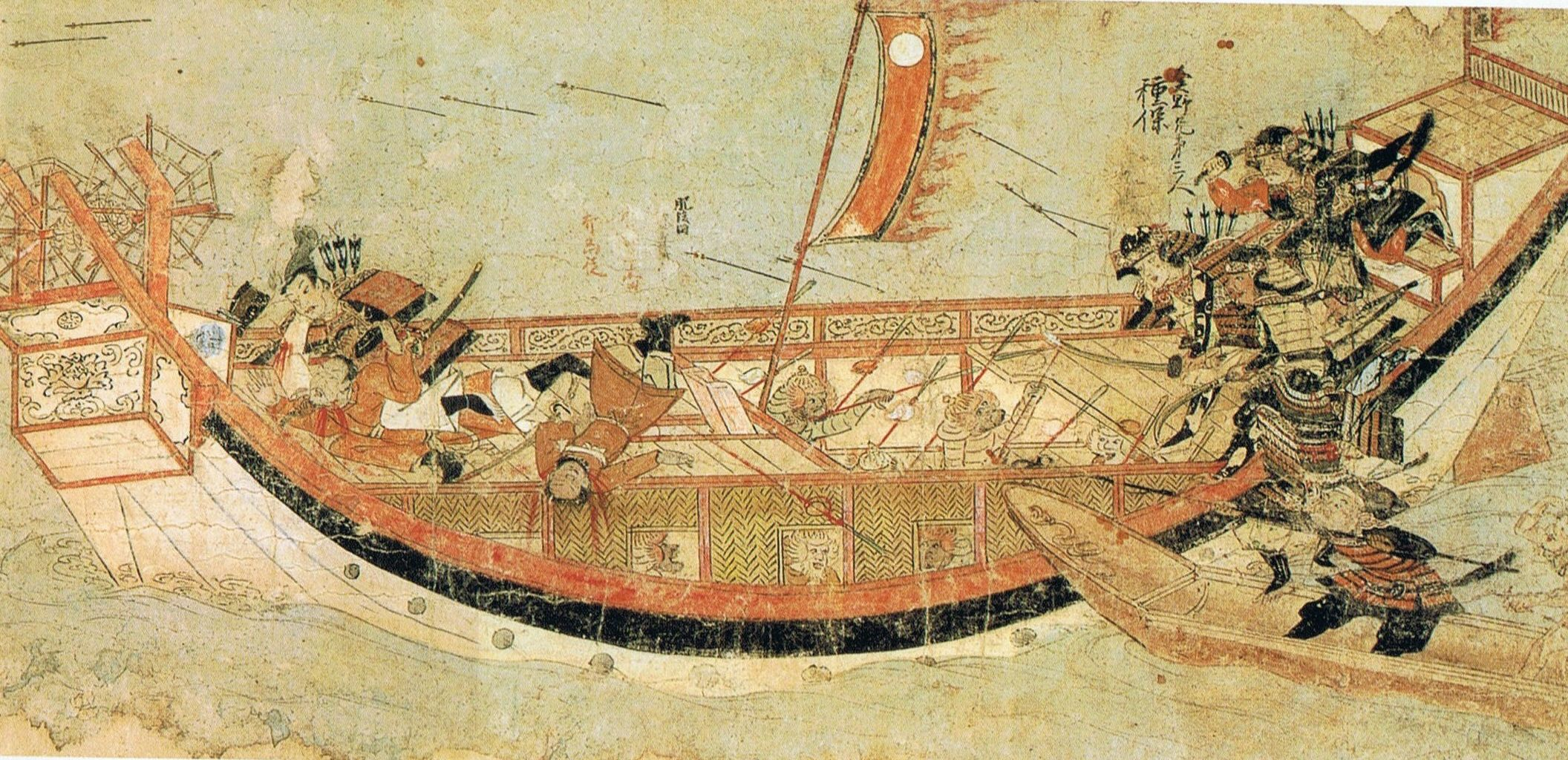
Japanische Samurai entern Mongolenschiffe (1281) (Mōko Shūrai Ekotoba (蒙古 襲来 絵詞), ca. 1293).

Die ersten bedeuten Quellen zu japanischen Seeangriffen gegen andere asiatische Mächte erscheinen in den Berichten über die Mongoleninvasionen in Japan durch Kubilai Khan im Jahre 1281. Japan hatte damals keine Marine, die die mongolische Marine ernsthaft herausfordern konnte, daher fanden die meisten Kämpfe zu Lande statt. Gruppen von Samurai auf kleinen Küstenbooten enterten, besetzten und verbrannten mehrere Schiffe der vor der Küste liegenden mongolischen Marine. Meist fanden diese Angriffe im Schutz der Nacht statt und trugen zur Demoralisierung der auf Verstärkung wartenden Mongolen und ihrer Hilfstruppen bei.

### Wakō-Piraterie (13.–16. Jahrhundert)
Vom 13. bis 16. Jh. wurden japanische Piraten (Wakō) sehr aktiv. Sie plünderten die Küsten des Chinesischen Kaiserreiches. Der erste Beutezug der Wakō ist vom Sommer 1223 an der Südküste von Goryeo belegt. Zu den Hochzeiten der Piraterie um 1350 überfielen organisierte Flotten von 300 bis 500 Schiffen mit mehreren hundert Berittenen und mehreren tausend Mann Fußvolk die Küsten von China. Für das nächste halbe Jahrhundert verwüsteten sie von Iki und Tsushima aus die Südhälfte von Goryeo. Im schlimmsten Jahrzehnt zwischen 1376 und 1385 sind nicht weniger als 174 Piratenüberfälle auf Korea belegt. Die Aktivität endete erst in den 1580er Jahren nach ihrem Verbot durch Toyotomi Hideyoshi.
Offizielle Handelmissionen, wie die Tenryujibune, wurden um 1341 ebenfalls nach China geschickt.

### Zeit der kämpfenden Reiche (15. bis 16. Jahrhundert)

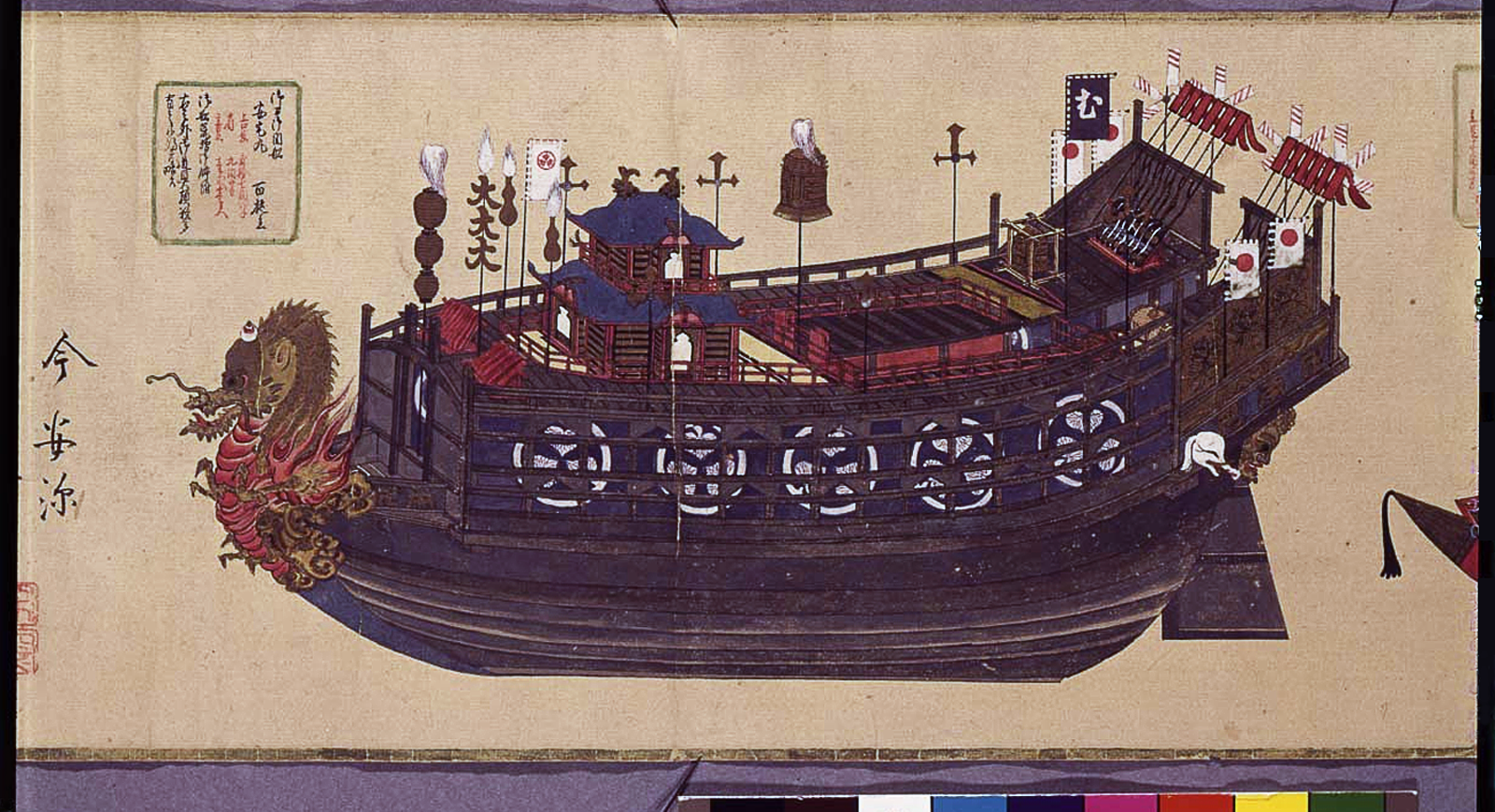
Ein japanisches Küstenkriegsschiff aus dem 16. Jahrhundert (Atakebune)

Japan unternahm während der Zeit der kämpfenden Reiche (Sengoku-jidai) im 16. Jahrhundert größere Anstrengungen im militärischen Schiffbau, da die Feudalherrscher in ihrem Kampf um die Vorherrschaft riesige Küstenmarinen mit mehreren 100 Schiffen aufbauten. Die größten dieser Schiffe wurden als Atakebune bezeichnet. Um diese Zeit scheint Japan auch eines der ersten eisengepanzerten Kriegsschiffe der Geschichte entwickelt zu haben. Oda Nobunaga, ein japanischer Daimyō, ließ 1576 sechs mit Eisen gedeckte Ōatakebune (Große Atakebune) bauen. Diese Schiffe wurden auch Tekkōsen (鉄甲船, wörtl. eisengepanzerte Schiffe) genannt und waren mit mehreren Kanonen und großkalibrigen Büchsen bewaffnet, um die großen, aber ungepanzerten hölzernen Schiffe des Feindes zu bekämpfen. Mit diesen Schiffen besiegte Nobunaga 1578 die Marine der Mori in der Mündung des Flusses Kizu nahe Osaka und begann eine erfolgreiche Seeblockade. Die Oatakebune werden jedoch eher als schwimmende Festungen und weniger als echte Kriegsschiffe angesehen und nur in Küstengewässern eingesetzt.

### Kontakte mit Europa

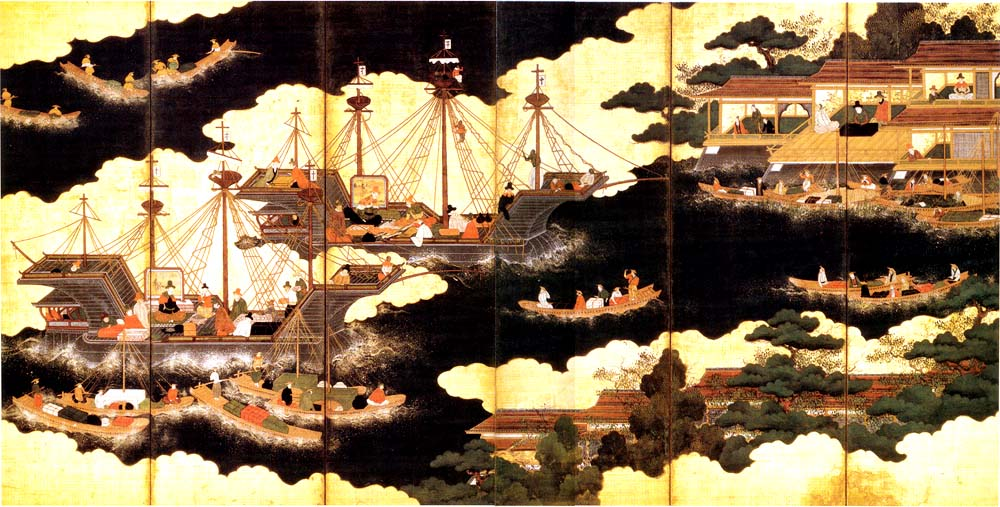
Namban-Schiffe treffen zum Handel in Japan ein (Gemälde aus dem 16. Jahrhundert).

Die ersten Europäer erreichten Japan 1543 auf chinesischen Dschunken, die Portugiesen erreichten Japan kurze Zeit später auch mit eigenen Schiffen. Zu dieser Zeit existierte bereits seit etwa 1515 ein Handelsaustausch zwischen Portugal und Goa, der aus drei bis vier Karacken bestanden, die Lissabon mit Silber als Ladung verließen, um in Indien Baumwolle und Gewürze zu kaufen. Von diesen Schiffen ging nur eines nach China, um dort Silber gegen chinesische Seide einzutauschen.
Daher bestand die Ladung der ersten portugiesischen Schiffe (gewöhnlich 4 kleinere Schiffe jährlich) fast gänzlich aus chinesischen Waren, wie Seide und Porzellan. Bei den Japanern waren diese Güter sehr gefragt, jedoch war ihnen als Strafe für die früheren Piratenüberfälle der japanischen Wokou-Piraten auf China jeder Kontakt mit dem chinesischen Kaiserreich untersagt. Die Portugiesen (南蛮 Namban, wörtlich: südliche Barbaren) ergriffen daher die Gelegenheit, als Mittelsmänner des Ostasienhandels zu fungieren.

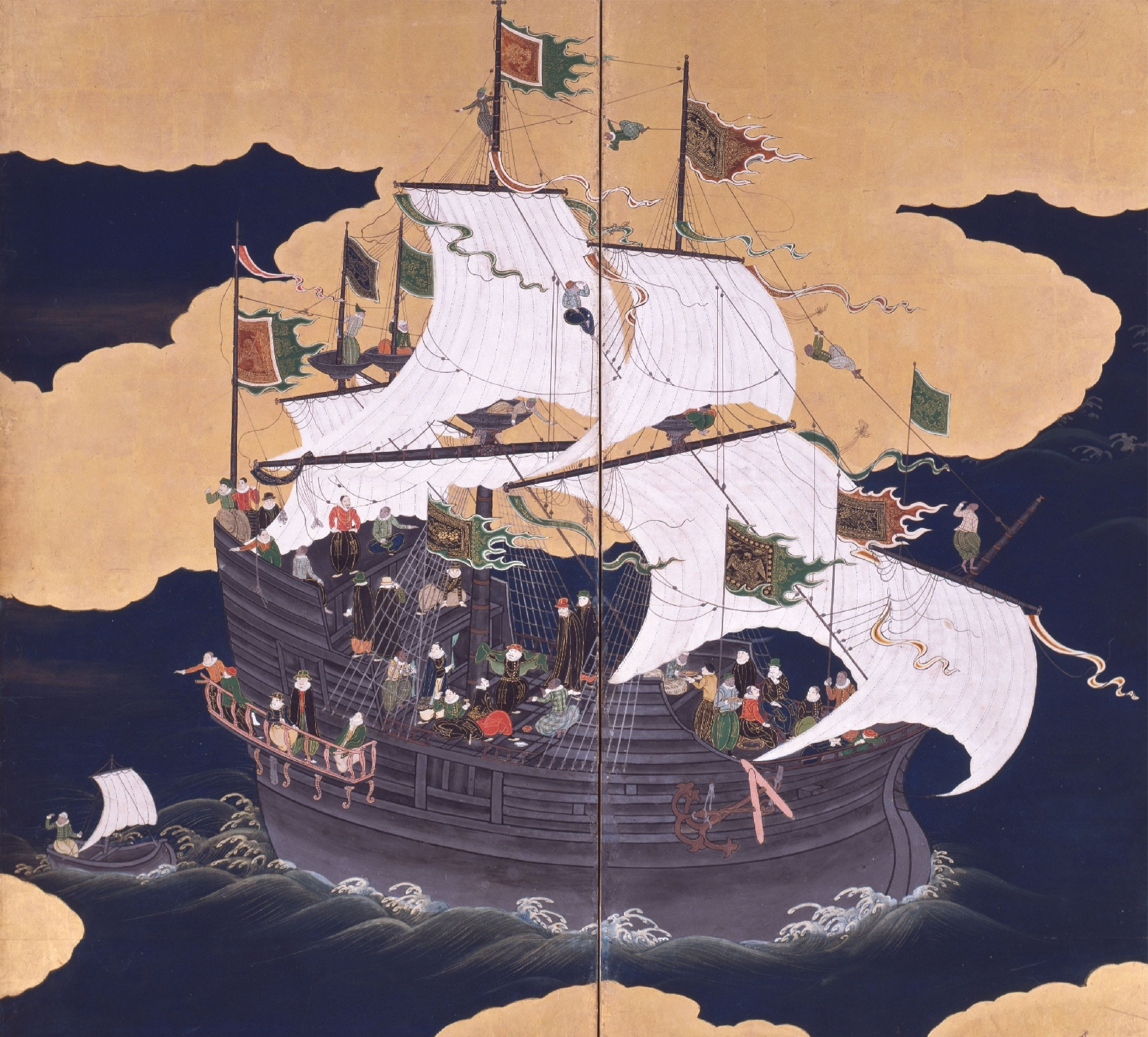
Eine portugiesische Karacke in Nagasaki, 17. Jahrhundert

Seit dem Erwerb von Macau 1557 und ihrer formellen Anerkennung als Handelspartner durch die Chinesen begann die portugiesische Krone den Handel nach Japan zu regulieren, indem sie jährlich dem Meistbietenden die „Kapitänschaft“ nach Japan verkaufte und damit im Prinzip exklusive Handelsrechte an eine einzige Karacke pro Jahr nach Japan vergab. Diese Karacken waren sehr große Schiffe mit gewöhnlich zwischen 1000 und 1500 Tonnen. Sie hatten damit gewöhnlich die doppelte bis dreifache Größe einer Galeone oder Dschunke.
Dieser Handel fand mit kurzen Unterbrechungen bis 1638 statt, als er von Japan mit der Begründung verboten wurde, dass die Schiffe christliche Priester nach Japan schmuggelten.
Der portugiesische Handel wurde mehr und mehr von chinesischen Schmugglern, japanischen Rotsiegelschiffen (etwa ab 1592, ca. zehn Schiffe pro Jahr), spanischen Schiffen von Manila (seit 1600, etwa ein Schiff pro Jahr), den Holländern (seit 1609) und den Engländern (seit 1613, etwa ein Schiff pro Jahr) umgangen. Es gab auch einige Japaner, die auf ausländischen Schiffen ins Ausland reisten, so z. B. Christopher und Cosmas, die den Pazifik bereits 1587 auf einer spanischen Galeone überquerten und dann mit Thomas Cavendish nach Europa fuhren.
Die Holländer, die von den Japanern anstatt Namban eher Kōmō (紅毛, wörtlich: rotes Haar) genannt wurden, trafen in Japan erstmals 1600 auf dem Schiff Liefde ein. Ihr Navigator war William Adams, der erste Engländer, der Japan erreichte.
1605 wurden zwei Mitglieder der Mannschaft der Liefde von Tokugawa Ieyasu nach Pattani geschickt, um holländische Händler nach Japan einzuladen. Das Oberhaupt des holländischen Handelspostens in Pattani, Victor Sprinckel, weigerte sich, da er zu beschäftigt mit den portugiesischen Kontrahenten in Südostasien war. 1609 kam jedoch der Holländer Jacques Specx mit zwei Schiffen in Hirado an und erhielt durch Adams Vermittlung Handelsprivilegien von Tokugawa Ieyasu.
Die Holländer befassten sich auch mit Piraterie und Seekriegsführung, um die portugiesische und spanische Seefahrt im Pazifik zu schwächen und wurden am Ende die einzigen Europäer, denen ab 1638 für die nächsten zwei Jahrhunderte über die kleine Enklave Dejima ein Zugang zu Japan erlaubt blieb.

### Invasion vom Korea und Ryūkyū
1592 und erneut 1598 führte Japan im sogenannten Imjin-Krieg in Korea Invasionen mit einer Armee von 160.000 Mann durch und hatten mehrere Siege auf dem Land. Sie waren dabei, die Eroberung der koreanischen Halbinsel zu vollenden, als die Armee der chinesischen Ming-Dynastie eingriff und vereint mit der koreanischen Armee Gegenangriffe startete. Japans Marine erlitt mehrere größere Niederlagen gegen die koreanische Marine. Die koreanische Marine besaß auch eisengepanzerte Schildkrötenschiffe, die eine wichtige Rolle in späteren Schlachten spielen sollten. Die Hauptgründe für das Fehlschlagen der Invasionen waren Japans Niederlage zur See, die Schwierigkeiten, die Truppen auf dem Land zu versorgen und der Tod der treibenden Kraft hinter den Invasionen, Toyotomi Hideyoshi. Von 1592 an war der Oberkommandierende von Toyotomis Flotte Kuki Yoshitaka, sein Flaggschiff die 33 m lange Nihonmaru.
1609 eroberte der Daimyō von Satsuma die südlichen Inseln des Königreiches Ryūkyū (heute Okinawa) mit einer Flotte von 13 Dschunken und 2500 Samurai und sicherte sich damit die Vorherrschaft auf den Inseln.

### Überseehandel (16.–17. Jahrhundert)

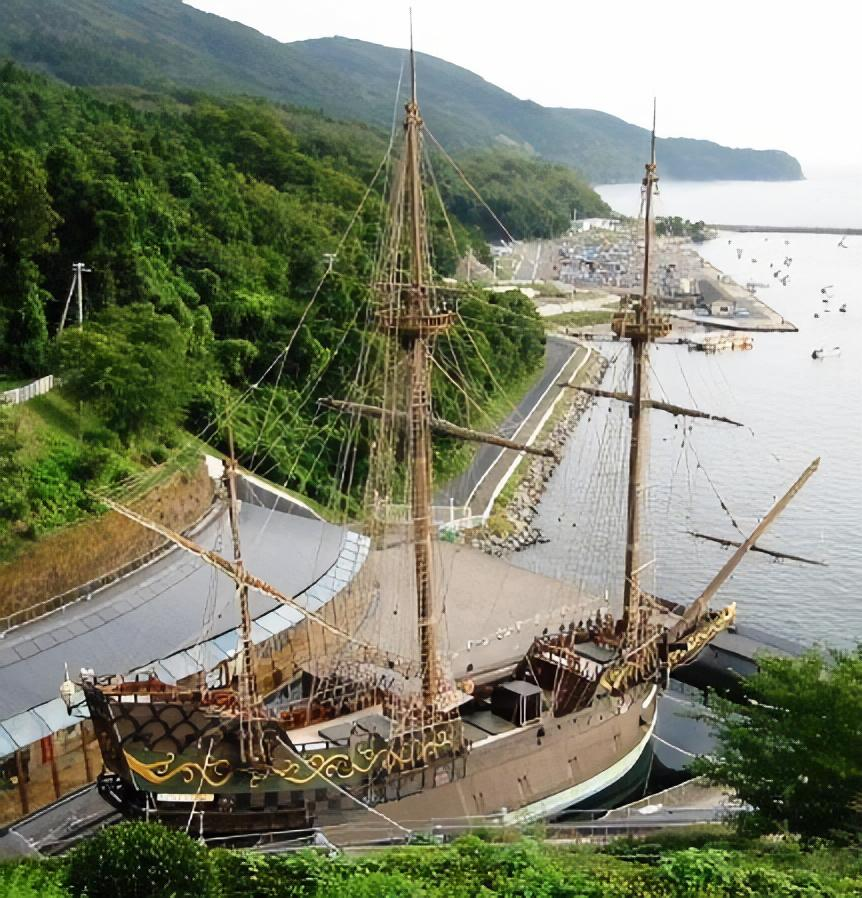
Die erste in Japan gebaute Galeone, die Date Maru oder San Juan Bautista von 1613

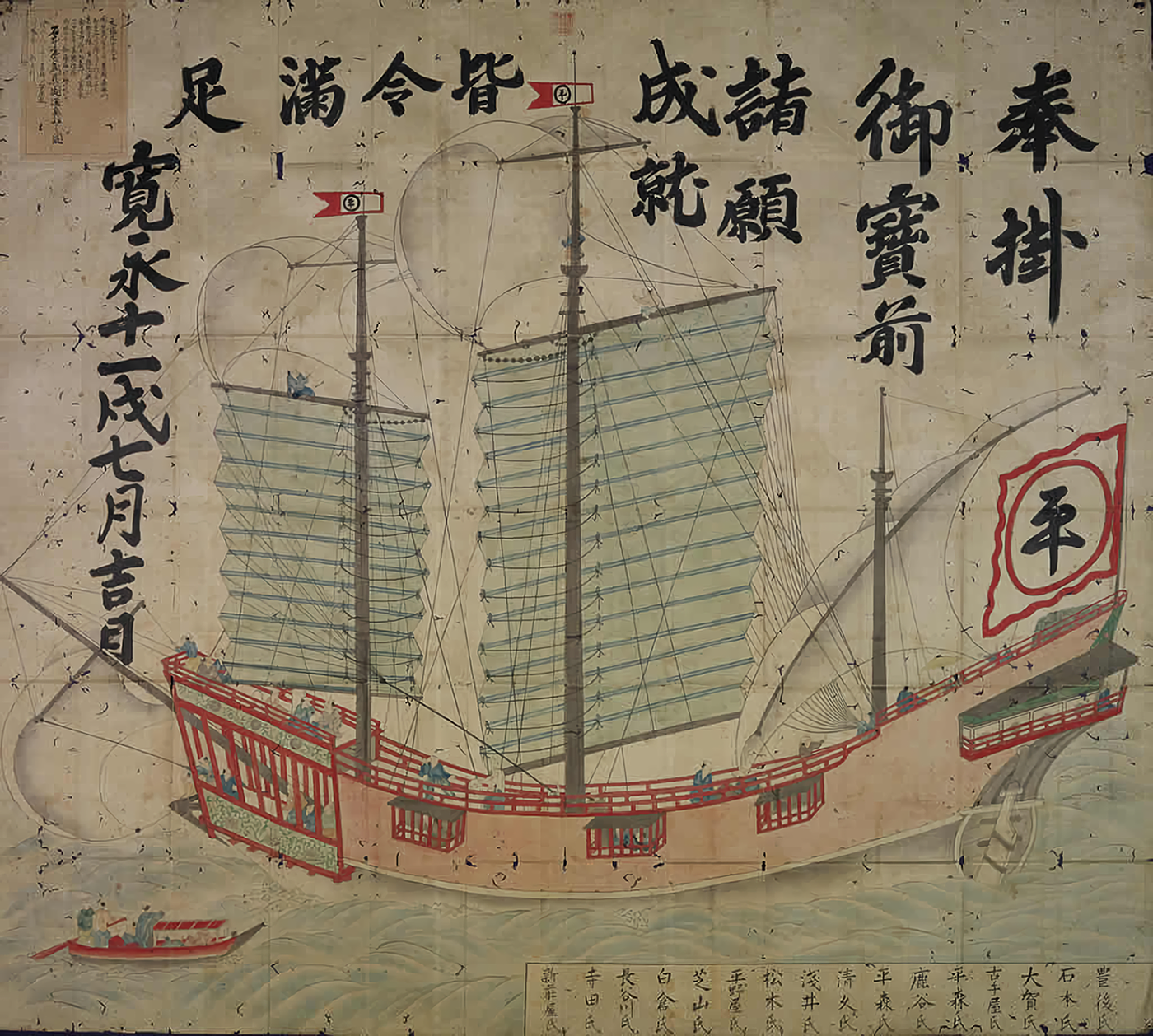
Ein japanisches Rotsiegelschiff von 1634: Es vereint östliche und westliche Schiffbautechnologien.

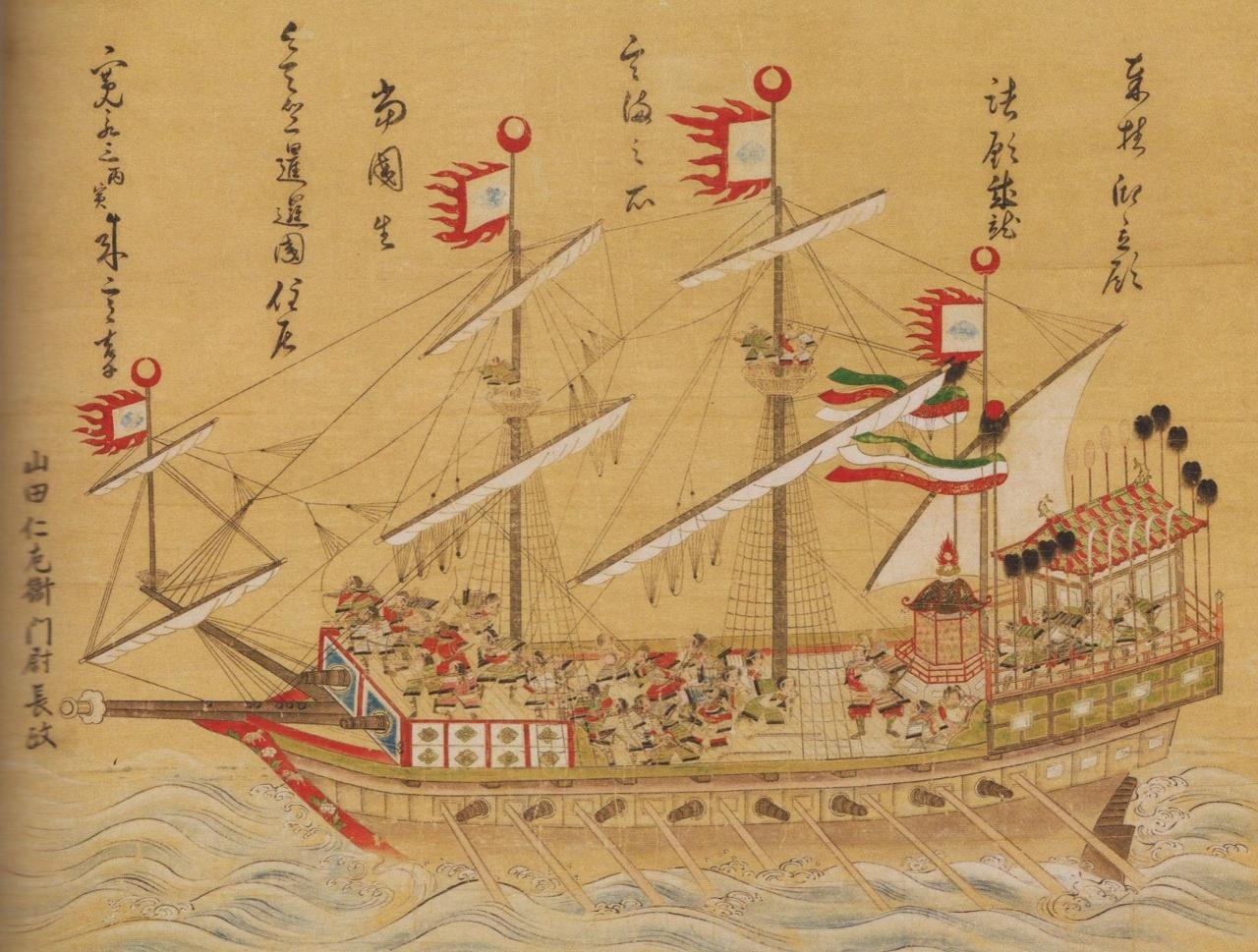
Yamada Nagamasas Kriegsschiff, 17. Jahrhundert

Japan baute erste große, hochseetaugliche Schiffe mit Beginn des 17. Jahrhunderts, nach den Kontakten mit den westlichen Staaten während der „Zeit des Nambanhandels“. 1604 befahl der Shōgun Tokugawa Ieyasu dem Navigator William Adams und seinen Genossen, in Itō an der Ostküste der Izu-Halbinsel Japans erstes Segelschiff westlichen Stils zu erbauen. Ein 80-Tonnen-Schiff wurde fertiggestellt und der Shōgun orderte ein größeres mit 120 Tonnen, das im folgenden Jahr gebaut werden sollte. Beide Schiffe waren etwas kleiner als die Liefde mit 150 t, das Schiff mit dem Adams nach Japan kam.
Nach Adams kam Ieyasu an Bord, um es zu besichtigen und war damit sehr zufrieden. Das Schiff wurde San Buena Ventura genannt und 1610 schiffbrüchigen spanischen Seeleuten für ihre Rückkehr nach Mexiko geliehen.
Im Jahre 1613 baute der Daimyō von Sendai in Abstimmung mit dem Tokugawa-Shogunat das Schiff, Date Maru, eine Galeone mit 500 Tonnen. Diese transportierte eine japanische Gesandtschaft nach Amerika, die dann auch Europa besuchte.
Von 1604 an wurden insgesamt etwa 350 Rotsiegelschiffe, die gewöhnlich bewaffnet waren und einige westliche Technologie verwendeten, vom Bafuku hauptsächlich nach Südostasien auf Handelsfahrt geschickt.
Japanische Schiffe und Samurai halfen 1606 auf Seiten der Portugiesen bei der Verteidigung von Malaca gegen den holländischen Admiral Cornelis Matelief. Mehrere bewaffnete Schiffe und Samurai des japanischen Abenteurers Yamada Nagamasa spielten eine militärische Rolle in Siam (heute Thailand). Der englische Abenteurer William Adams, der sich auch selbst im Handel mit den Rotsiegel-Schiffen beteiligte, gab an, dass Japaner sehr standfeste Seeleute seien.

### Geplante Invasion der Philippinen
Das Tokugawa-Shogunat plante für einige Zeit eine Invasion Spanisch-Ostindiens, um der spanischen Expansionspolitik in Asien und ihrer Unterstützung christlicher Fraktionen in Japan ein Ende zu setzen. Im November 1637 unterrichtete es Nicolas Couckebacker, das Oberhaupt der Holländischen Ostindien-Kompanie, über sein Vorhaben. Etwa 10.000 Samurai wurden auf die Expedition vorbereitet und die Holländer sagten vier Kriegsschiffe und zwei Yachten als Unterstützung der japanischen Schunken gegen die spanischen Galeonen zu. Die Pläne wurden wegen der christlichen Shimabara-Rebellion in Japan im Dezember 1637 im letzten Moment aufgegeben.

### Sakoku (1640 bis 1840)

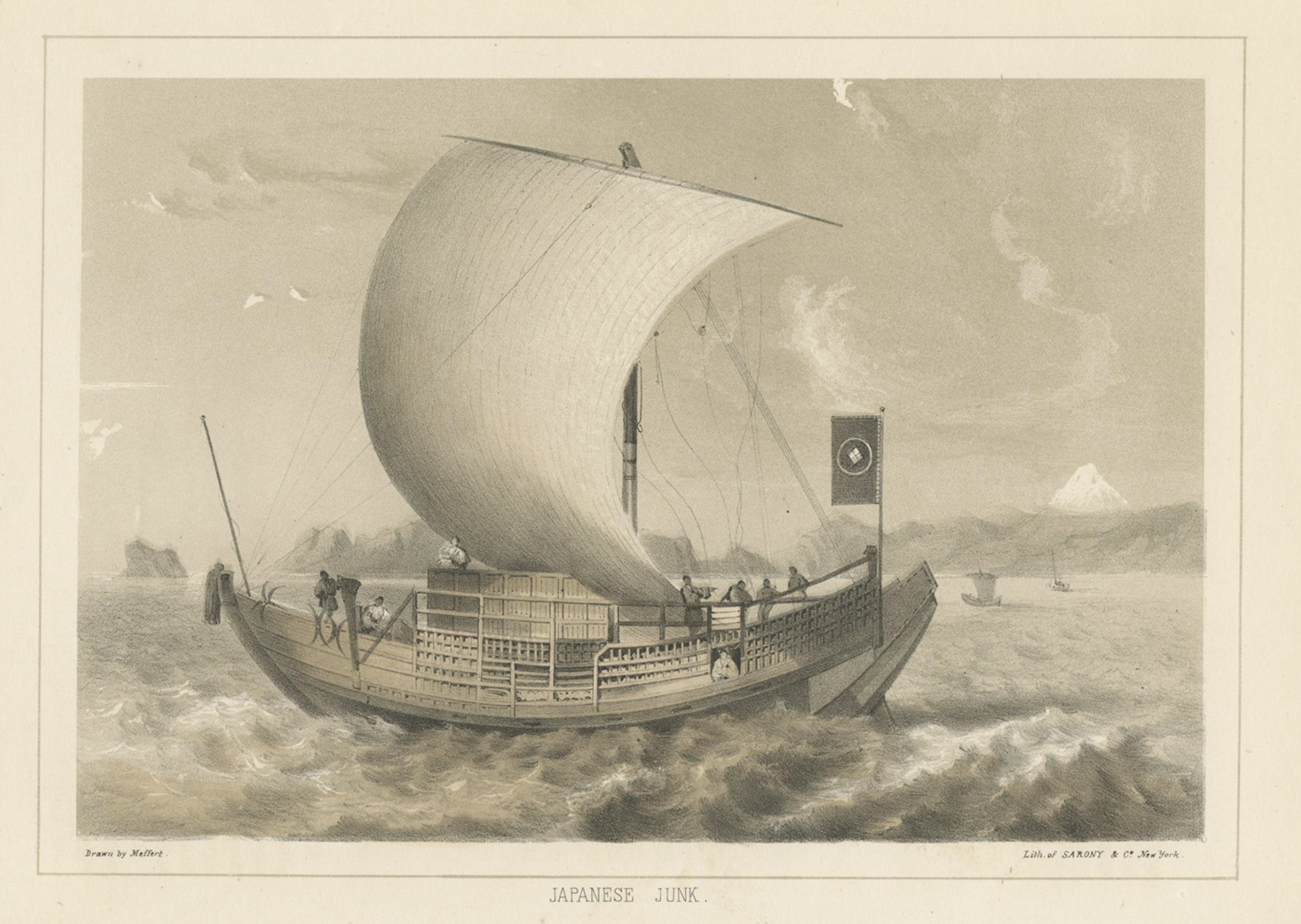
Eine japanische Dschunke am Ende der Tokugawa-Zeit

Die Holländische Kooperation in dieser und anderen Angelegenheiten bewirkte, dass sie die einzigen Europäer blieben, denen für die nächsten Jahrhunderte ein Kontakt mit Japan erlaubt bleibt.
Japan verfolgte nun die Politik des Sakoku (Abschließung), die Kontakte mit dem Westen verbot, das Christentum auszurotten suchte und den Bau hochseetauglicher Schiffen bei Todesstrafe verbot. Die Größe von Schiffen wurde gesetzlich begrenzt und Bauvorschriften, die die Seetauglichkeit begrenzten (so z. B. eine große Öffnung im Heck des Schiffes) wurden eingeführt. Seeleuten, die an fremden Küsten Schiffbruch erlitten, wurde die Rückkehr nach Japan bei Todesstrafe verwehrt, ebenso drohte ausländischen Schiffbrüchigen an Japans Küsten die Todesstrafe.
Eine kleine holländische Handelsniederlassung auf in Dejima in Nagasaki war der einzige erlaubte Kontakt mit dem Westen, über den sich die Japaner zumindest in begrenztem Maße über den wissenschaftlichen und technischen Fortschritt des Westens informieren konnten. Daraus bildete sich eine Sammlung von Erkenntnissen, bekannt als Rangaku.
Im 19. Jahrhundert gab es viele Einzelversuche der expandierenden westlichen Mächte, die Abschließung Japans zu beenden. Amerikanische, russische und französische Schiffe versuchten Beziehungen zu Japan aufzubauen, wurden jedoch zurückgewiesen.
1778 traf ein Händler aus Jakutsk namens Pavel Lebedew-Lastoschkin mit einer kleinen Expedition in Hokkaidō ein. Er brachte Geschenke mit und bat vergebens um Handelsbeziehungen.
Im Jahre 1787 befuhr der Franzose La Perouse japanische Gewässer. Er besuchte die Ryūkyū-Inseln und die Meerenge zwischen Hokkaidō und Honshū, die seinen Namen erhielt. Schon vier Jahre später, 1791 waren zwei amerikanische Schiffe unter dem Entdecker John Kendrick für 11 Tage auf der Insel Kii-oshima südlich der Kii-Halbinsel. Er ist der erste Amerikaner, dessen Besuch in Japan bekannt ist. Anscheinend pflanzte er eine amerikanische Flagge auf und beanspruchte die Inseln für Amerika, allerdings sind in Japan keine Berichte über seinen Besuch überliefert.

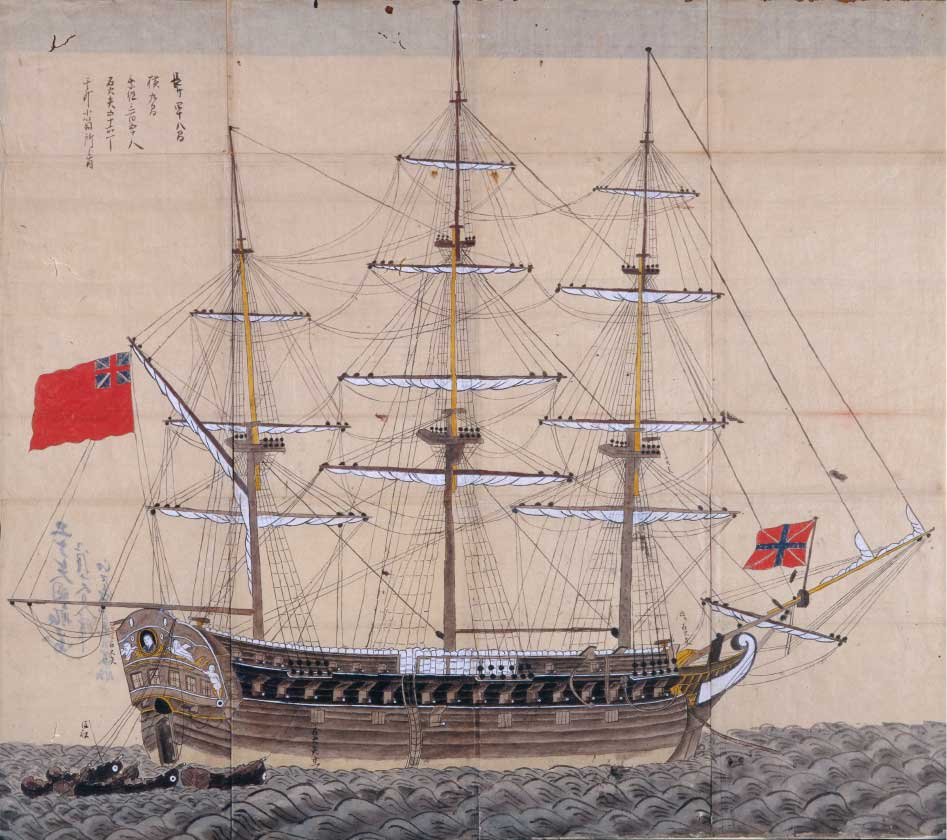
Japanische Zeichnung des Schiffes HMS Phaeton im Hafen Nagasaki, 1808

Von 1797 bis 1809 kamen mehrere amerikanische Schiffe unter niederländischer Flagge zum Handel nach Nagasaki. Dies geschah auf Bitten der Niederländer, die wegen ihres Konfliktes mit Großbritannien in den Napoleonischen Kriegen nicht in der Lage waren, eigene Schiffe zu schicken. 1797 wurde der US-Kapitän William Robert Stewart von den niederländern in Batavia mit dem Schiff Eliza of New York mit einer Ladung niederländischer Handelsgüter nach Nagasaki geschickt. 1803 kehrt er an Bord der The Emperor of Japan (der gestohlenen und umbenannten Eliza of New York) in den Hafen Nagasaki zurück und versuchte erfolglos, über die niederländische Enklave Dejima Handel zu treiben.
Ein anderer amerikanischer Kapitän, John Derby (1741–1812) aus Salem, versuchte vergeblich, Japan für den Opiumhandel zu öffnen.
Ein russischer Gesandter, Nikolai Resanow, kam 1804 nach Nagasaki, um Handelsbeziehungen zu fordern. Das Bafuku verweigerte sich diesem Ansinnen und die Russen griffen in den nächsten drei Jahren Sachalin und die Kurilen an, weshalb das Bakufu in Ezo Verteidigungsanlagen erbaute.
Im Jahre 1808 fuhr das britische Kriegsschiff HMS Phaeton, das im Pazifik auf Jagd nach niederländischenSchiffen war, in den Hafen Nagasaki und forderte und erhielt unter Waffengewalt Versorgungsgüter. Drei Jahre später landete der russische Seeleutnant Wassili Golownin auf der Insel Kunashiri und wurde vom Bafuku gefangen genommen und zwei Jahre eingesperrt.

Japanische Zeichnung der Morrison vor Anker vor Uraga im Jahre 1837

1825 folgte das Bafuku einem Vorschlag von Takahashi Kageyasu und gab ein Edikt zur Vertreibung fremder Schiffe heraus (Ikokusen uchiharairei, auch bekannt als Ninen nashi, oder „kein zweiter Gedanke“ -Gesetz), dieses wies die Küstenbehörden an, Ausländer, die an die Küste kamen, ohne Ausnahme einzukerkern oder zu töten.